# Voleibol de praia nos Jogos Olímpicos de Verão de 1996 - Masculino
O torneio masculino de voleibol de praia nos Jogos Olímpicos de Verão de 1996 foi realizado em uma arena construída na praia de Atlanta, entre 23 e 28 de julho.
Os estadunidenses Karch Kiraly e Kent Steffes conquistaram o ouro para o país ao superarem Michael Dodd e Mike Whitmarsh, também dos Estados Unidos, na final. A dupla canadense John Child e Mark Heese levou a melhor na disputa pelo bronze frente aos portugueses João Brenha e Miguel Maia.

## Medalhistas
| Ouro   | USA Karch Kiraly e Kent Steffes   |
| Prata  | USA Michael Dodd e Mike Whitmarsh |
| Bronze | CAN John Child e Mark Heese       |

## Fase inicial
As duplas disputavam-se em quatro fases com repescagem. Os vencedores da quarta rodada e da última rodada da repescagem classificaram-se para as semifinais.
Todas as partidas seguem o fuso horário local (UTC−4).

### Primeira fase
As duplas vencedoras avançam direto a segunda fase. As duplas perdedoras disputam a primeira rodada da repescagem para seguirem com chances de medalha.
| 23 de julho | 8:00 | Javier Muníz Miguel Prieto    | ESP | - | Michal Palinek Marek Pakosta            | CZE | 11-15 |
| 23 de julho | 8:00 | Sixto Jiménez Javier Bosma    | ESP | - | Mochamad Nurmufid Markoji Markoji       | INA | 15-7  |
| 23 de julho | 8:00 | Avo Keel Kaido Kreen          | EST | - | Jean-Philippe Jodard Christian Penigaud | FRA | 8-15  |
| 23 de julho | 8:00 | Lee Zahner Julien Prosser     | AUS | - | Marc Dunn Edward Drakich                | CAN | 15-6  |
| 23 de julho | 8:00 | Reid Hamilton Glenn Hamilton  | NZL | - | Nicola Grigolo Andrea Ghiurghi          | ITA | 8-15  |
| 23 de julho | 8:00 | Jörg Ahmann Axel Hager        | GER | - | Shoji Setoyama Kazuyuki Takao           | JPN | 15-8  |
| 23 de julho | 8:00 | Tom Englén Fredrik Petersson  | SWE | - | Francisco Álvarez Juan Miguel Rosell    | CUB | 3-15  |
| 23 de julho | 8:00 | Michel Everaert Sander Mulder | NED | - | Luis Miguel Maia João Carlos Brenha     | POR | 8-15  |

### Segunda fase
As duplas vencedoras avançam direto a terceira fase. As duplas perdedoras disputam a primeira rodada da repescagem para seguirem com chances de medalha.
| 24 de julho | 9:00 | Roberto Lopes Franco Neto       | BRA | - | Michal Palinek Marek Pakosta            | CZE | 15-5  |
| 24 de julho | 9:00 | John Child Mark Heese           | CAN | - | Sixto Jiménez Javier Bosma              | ESP | 1-15  |
| 24 de julho | 9:00 | José Marco de Melo Emanuel Rego | BRA | - | Jean-Philippe Jodard Christian Penigaud | FRA | 15-1  |
| 24 de julho | 9:00 | Mike Whitmarsh Michael Dodd     | USA | - | Lee Zahner Julien Prosser               | AUS | 15-10 |
| 24 de julho | 9:00 | Kent Steffes Karch Kiraly       | USA | - | Nicola Grigolo Andrea Ghiurghi          | ITA | 15-7  |
| 24 de julho | 9:00 | Jan Kvalheim Bjørn Maaseide     | NOR | - | Jörg Ahmann Axel Hager                  | GER | 16-17 |
| 24 de julho | 9:00 | Eduardo Martínez Martín Conde   | ARG | - | Francisco Álvarez Juan Miguel Rosell    | CUB | 11-15 |
| 24 de julho | 9:00 | Christopher Smith Carl Henkel   | USA | - | Luis Miguel Maia João Carlos Brenha     | POR | 15-7  |

#### Repescagem (1ª rodada)
As duplas vencedoras avançam a segunda rodada da repescagem
| 24 de julho | 14:30 | Michel Everaert Sander Mulder     | NED | - | Michal Palinek Marek Pakosta            | CZE | 6-15  |
| 24 de julho | 14:30 | Tom Englén Fredrik Petersson      | SWE | - | John Child Mark Heese                   | CAN | 2-15  |
| 24 de julho | 14:30 | Shoji Setoyama Kazuyuki Takao     | JPN | - | Jean-Philippe Jodard Christian Penigaud | FRA | 12-15 |
| 24 de julho | 14:30 | Reid Hamilton Glenn Hamilton      | NZL | - | Lee Zahner Julien Prosser               | AUS | 8-15  |
| 24 de julho | 14:30 | Marc Dunn Edward Drakich          | CAN | - | Nicola Grigolo Andrea Ghiurghi          | ITA | 8-15  |
| 24 de julho | 14:30 | Avo Keel Kaido Kreen              | EST | - | Jan Kvalheim Bjørn Maaseide             | NOR | 2-15  |
| 24 de julho | 14:30 | Mochamad Nurmufid Markoji Markoji | INA | - | Eduardo Martínez Martín Conde           | ARG | 5-15  |
| 24 de julho | 14:30 | Javier Muníz Miguel Prieto        | ESP | - | Luis Miguel Maia João Carlos Brenha     | POR | 8-15  |

### Terceira fase
Vencedores avançam a quarta fase. Perdedores disputam a terceira rodada da repescagem.
| 25 de julho | 9:00 | Roberto Lopes Franco Neto            | BRA | - | Sixto Jiménez Javier Bosma    | ESP | 9-15  |
| 25 de julho | 9:00 | José Marco de Melo Emanuel Rego      | BRA | - | Mike Whitmarsh Michael Dodd   | USA | 9-15  |
| 25 de julho | 9:00 | Kent Steffes Karch Kiraly            | USA | - | Jörg Ahmann Axel Hager        | GER | 15-5  |
| 25 de julho | 9:00 | Francisco Álvarez Juan Miguel Rosell | CUB | - | Christopher Smith Carl Henkel | USA | 13-15 |

#### Repescagem (2ª rodada)
Vencedores avançam a terceira rodada da repescagem.
| 25 de julho | 9:00 | Luis Miguel Maia João Carlos Brenha | POR | - | Eduardo Martínez Martín Conde           | ARG | 15-5  |
| 25 de julho | 9:00 | Jan Kvalheim Bjørn Maaseide         | NOR | - | Nicola Grigolo Andrea Ghiurghi          | ITA | 15-11 |
| 25 de julho | 9:00 | Lee Zahner Julien Prosser           | AUS | - | Jean-Philippe Jodard Christian Penigaud | FRA | 15-13 |
| 25 de julho | 9:00 | John Child Mark Heese               | CAN | - | Michal Palinek Marek Pakosta            | CZE | 15-9  |

#### Repescagem (3ª rodada)
Vencedores avançam a quarta rodada da repescagem.
| 25 de julho | 14:30 | Luis Miguel Maia João Carlos Brenha | POR | - | José Marco de Melo Emanuel Rego      | BRA | 15-12 |
| 25 de julho | 14:30 | Jan Kvalheim Bjørn Maaseide         | NOR | - | Roberto Lopes Franco Neto            | BRA | 15-10 |
| 25 de julho | 14:30 | Lee Zahner Julien Prosser           | AUS | - | Francisco Álvarez Juan Miguel Rosell | CUB | 6-15  |
| 25 de julho | 14:30 | John Child Mark Heese               | CAN | - | Jörg Ahmann Axel Hager               | GER | 15-7  |

### Quarta fase
Vencedores avançam as semifinais. Perdedores disputam a quinta rodada da repescagem.
| 26 de julho | 10:00 | Sixto Jiménez Javier Bosma | ESP | - | Mike Whitmarsh Michael Dodd   | USA | 15-6  |
| 26 de julho | 10:00 | Kent Steffes Karch Kiraly  | USA | - | Christopher Smith Carl Henkel | USA | 17-15 |

#### Repescagem (4ª rodada)
Vencedores avançam a quinta rodada da repescagem.
| 26 de julho | 10:00 | Luis Miguel Maia João Carlos Brenha  | POR | - | Jan Kvalheim Bjørn Maaseide | NOR | 15-3 |
| 26 de julho | 10:00 | Francisco Álvarez Juan Miguel Rosell | CUB | - | John Child Mark Heese       | CAN | 4-15 |

#### Repescagem (5ª rodada)
Vencedores avançam as semifinais.
| 26 de julho | 14:30 | Luis Miguel Maia João Carlos Brenha | POR | - | Christopher Smith Carl Henkel | USA | 15-13 |
| 26 de julho | 14:30 | John Child Mark Heese               | CAN | - | Sixto Jiménez Javier Bosma    | ESP | 15-4  |

## Fase final
|  | Semifinais         | Semifinais         |   |                 | Final              | Final |  |
|  |                    |                    |   |                 |                    |       |  |
|  | 27 de julho        |                    |   |                 |                    |       |  |
|  | USA Kiraly–Steffes | 1                  |   |                 |                    |       |  |
|  | CAN Child–Heese    | 0                  |   |                 |                    |       |  |
|  |                    |                    |   |                 |                    |       |  |
|  |                    |                    |   |                 | 28 de julho        |       |  |
|  |                    |                    |   |                 | USA Kiraly–Steffes | 2     |  |
|  |                    | USA Dodd–Whitmarsh | 0 |                 |                    |       |  |
|  |                    |                    |   |                 |                    |       |  |
|  |                    |                    |   |                 |                    |       |  |
|  |                    |                    |   |                 | Terceiro lugar     |       |  |
|  | 27 de julho        | 27 de julho        |   | 28 de julho     | 28 de julho        |       |  |
|  | USA Dodd–Whitmarsh | 1                  |   | CAN Child–Heese | 2                  |       |  |
|  | POR Brenha–Maia    | 0                  |   |                 | POR Brenha–Maia    | 0     |  |

### Semifinais
| 27 de julho | 9:00 | Mike Whitmarsh Michael Dodd | USA | - | Luis Miguel Maia João Carlos Brenha | POR | 15-13 |
| 27 de julho | 9:00 | Kent Steffes Karch Kiraly   | USA | - | John Child Mark Heese               | CAN | 15-11 |

### Disputa pelo bronze
| 28 de julho | 9:00 | Luis Miguel Maia João Carlos Brenha | POR | - | John Child Mark Heese | CAN | 5-12,8-12 |

### Final
| 28 de julho | 9:00 | Mike Whitmarsh Michael Dodd | USA | - | Kent Steffes Karch Kiraly | USA | 5-12,8-12 |

## Classificação final
Esta foi a classificação final oficial.
| Pos.              | Dupla                                         | Cabeça de chave |
| ----------------- | --------------------------------------------- | --------------- |
| Medalha de ouro   | USA Karch Kiraly – Kent Steffes               | 3               |
| Medalha de prata  | USA Michael Dodd – Mike Whitmarsh             | 4               |
| Medalha de bronze | CAN John Child – Mark Heese                   | 8               |
| 4                 | POR João Brenha – Miguel Maia                 | 18              |
| 5                 | USA Carl Henkel – Sinjin Smith                | 2               |
| 5                 | ESP Javier Bosma – Sixto Jimenez              | 9               |
| 7                 | NOR Jan Kvalheim – Björn Maaseide             | 6               |
| 7                 | CUB Francisco Álvarez – Juan Rossell          | 10              |
| 9                 | BRA Roberto Lopes – Franco Neto               | 1               |
| 9                 | BRA Zé Marco de Melo – Emanuel Rego           | 5               |
| 9                 | GER Jörg Ahmann – Axel Hager                  | 11              |
| 9                 | AUS Julien Prosser – Lee Zahner               | 13              |
| 13.               | ARG Martín Conde – Eduardo Martínez           | 7               |
| 13.               | FRA Jean-Philippe Jodard – Christian Penigaud | 12              |
| 13.               | ITA Andrea Ghiurghi – Nicola Grigolo          | 14              |
| 13.               | CZE Marek Pakosta – Michal Palinek            | 16              |
| 17                | NED Michel Everaert – Sander Mulder           | 15              |
| 17                | ESP Miguel Prieto – José Yuste                | 17              |
| 17                | NZL Glenn Hamilton – Reid Hamilton            | 19              |
| 17                | CAN Eddie Drakich – Marc Dunn                 | 20              |
| 17                | EST Avo Keel – Kaido Kreen                    | 21              |
| 17                | JPN Shoji Setoyama – Kazuyuki Takao           | 22              |
| 17                | SWE Tom Englen – Fredrik Petersson            | 23              |
| 17                | INA Markoji Markoji – Muchammad Nurmufid      | 24              |